# Путівник

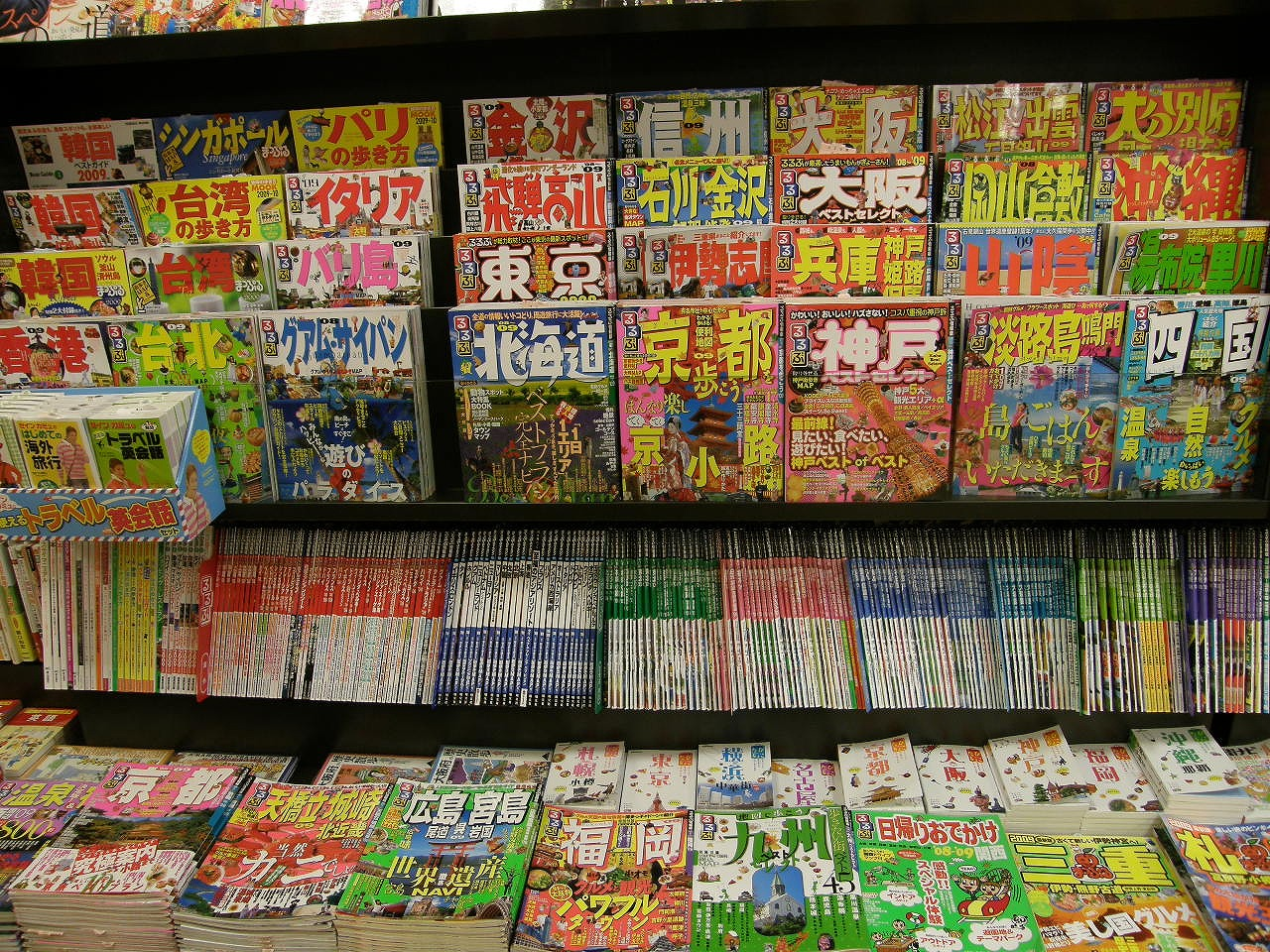
Полиці путівників у японському магазині

Путівник, також провідник  — друкована книга, електронний чи аудіовізуальний довідник, присвячений якомусь місту, музею, туристичному місцю тощо.

## Історія

### Перші путівники
Перегляд античних літературних пам'яток доводить, що книга історика Стародавньої Греції Павсанія — своєрідний путівник по тогочасній Греції. Він подав описи історичних місць країни.
Перший збережений путівник тої доби так званий «Бордоський путнік» віднесено до 333 р. н. е. Він створений мешканцем міста Бордо, що мандрував по Греції та Палестині за маршрутом Бордо — Мілан — Костянтинополь — Єрусалим. Власне подорож описано 1-й частині, 2-га частина містить опис святих місць Єрусалима та їх розташування в Єрусалимі.

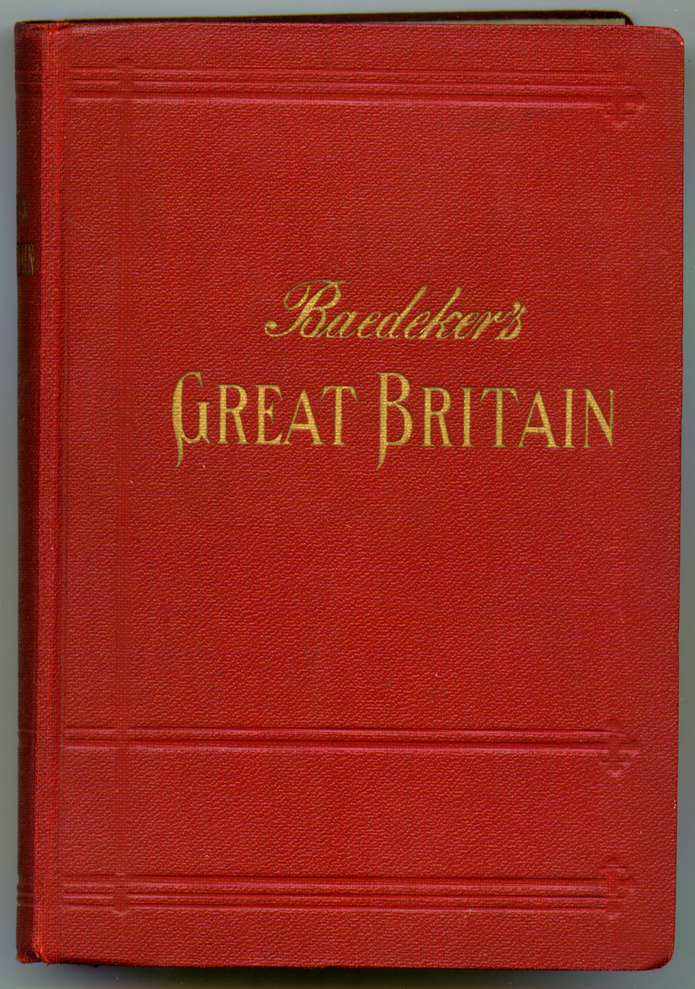
Бедекер (путівник)по Великій Британії 1937 року

До 12 століття належить «Книга Паломник» Антонія Архієпископа Новгородського, що зробив паломництво до Царгороду (Костянтинополю).
У середньовіччі путівники слугували для полегшення оріентації на місцевості паломників, що йшли до святих місць.
У 1796 році побачив світ п'ятитомник "подорож двох французів на північ Європи", автор Альфонс Форсія де Пілес (1758-1826). У його книгах пам'ятки згруповані за тематичним принципом (музеї, навчальні, лікувальні заклади, фабрики, звичаї, свята тощо), є багато корисної інформації про місце перебування.

### Путівник «Бедекер»

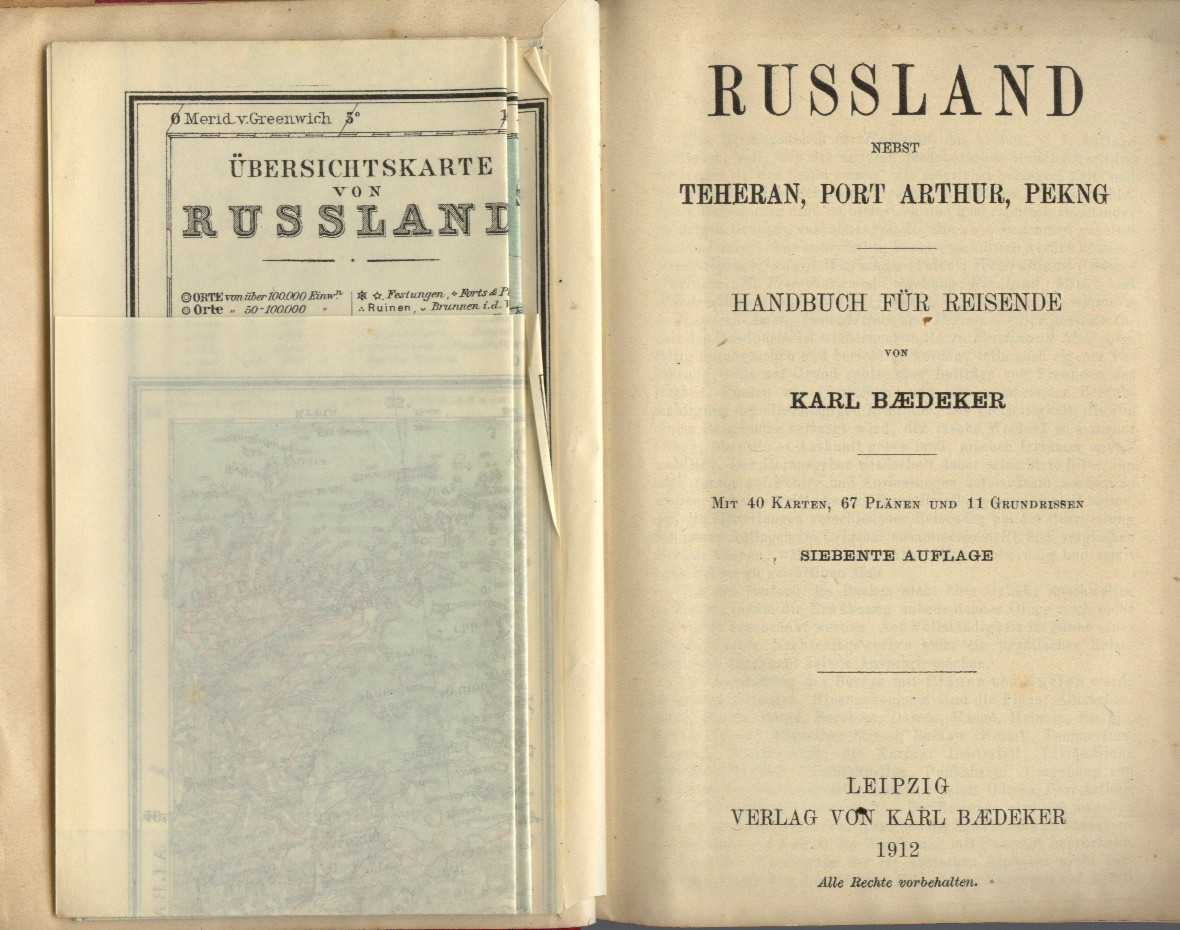
Рідкісне видання путівників Бедекера по Росії (1912 р, присутні друкарські помилки!)

Сучасний етап друкування і розвитку видань путівників пов'язують з діяльністю Карла Бедекера (1801–1859). Він був засновником друкарні в місті Кобленц, що спеціалізувалося на виданні путівників по різним країнам, їх столицям та містам. Путівники його друкарні мали поширення в Європі, перекладались на інші мови, а назва «бедекер» стала ще однією назвою путівника.